# Buin (Papua Nuova Guinea)
Buin è una cittadina della Papua Nuova Guinea situata nella parte meridionale dell'isola di Bougainville, immediatamente a nord delle Isole Salomone, costituita in Regione autonoma.
Essa si trova nella zona precedentemente denominata Provincia Settentrionale delle Isole Salomone, dal 1976 fino al ritorno alla precedente denominazione, dopo un conflitto militare con la Papua Nuova Guinea. Geograficamente, anche se non politicamente, fa parte dell'arcipelago delle isole Salomone, nell'Oceano Pacifico meridionale. La regione settentrionale delle Salomone fu ampiamente trascurata sia dalla Germania che dall'Australia, ma, durante la seconda guerra mondiale, l'attenzione mondiale venne focalizzata sull'isola dalla campagna alleata di Bougainville. In conseguenza la città di Buin fu insediata più all'interno rispetto al precedente insediamento sulla costa. Vicino alla città, a nord-est, durante la guerra, i giapponesi costruirono un aeroporto militare, quello di Kahili, che fu oggetto di numerosi attacchi da parte dell'aviazione alleata fino alla sua completa messa fuori uso. Buin, alla fine degli anni sessanta, divenne centro principale dell'amministrazione regionale, con attività commerciali ed educative. Vi si installò allora la grossa società mineraria australiana Bougainville Copper, divenendo così Buin anche un importante centro finanziario.